# Список депутатов Верховного Совета СССР 5-го созыва
Верховный Совет СССР V созыва — избран 16 марта 1958, заседал с 1958 по 1962; Состав: 1378 депутатов — 738 в Совете Союза и 640 в Совете Национальностей.
| # А Б В Г Д Е Ё Ж З И К Л М Н О П Р С Т У Ф Х Ц Ч Ш Щ Э Ю Я |

## А
- Абасов, Курбан Абас Кули оглы
- Абашидзе, Ираклий Виссарионович
- Абашидзе, Мамия Хасанович
- Абдуллаев, Абдулла Махмуд оглы
- Абдуллаев, Ильяс Керим оглы
- Абдуллаев, Наджмидин Пашаевич
- Абдуллаев, Фейзулла Аман оглы
- Абдуллаев, Хабиб Мухамедович
- Абдуразаков, Малик Абдуразакович
- Абдыкулов, Медербек
- Абеуова, Кантай
- Аблазова, Ольга Всеволодовна
- Абрамишвили, Шакро Иванович
- Абрамов, Егор Алексеевич
- Абрамова, Анна Фёдоровна
- Аброскин, Павел Иванович
- Абубакаров, Абу Абубакарович
- Аверина, Валентина Сергеевна
- Аветисян, Вазген Тигранович
- Авсиевич, Екатерина Николаевна
- Авхимович, Николай Ефремович
- Ага, Дадаш Кербалай оглы
- Агкацев, Владимир Михайлович
- Адамович, Мария Зеноновна
- Адамян, Сурен Арутюнович
- Аджиева, Хабибат Аубекировна
- Акопян, Герсик Мушеговна
- Алагова, Тамара Хаджумаровна
- Алдабергенов, Нурмолда
- Александров, Николай Михайлович
- Алексеев, Филипп Андреевич
- Алексеева, Анна Антоновна
- Алиев, Александр Джамилович
- Алиев, Кара Эсенович
- Алиева, Рахманиса Мамед кызы
- Али-Заде, Махмуд Джабар оглы
- Алимов, Ариф Алимович
- Аллахвердиев, Тофик Али-Гейдар оглы
- Алтмышбаев, Асылбек
- Амбарцумян, Виктор Амазаспович
- Амирова, Мухтарам
- Амирханов, Хабибулла Ибрагимович
- Амосова, Нина Дмитриевна
- Ананьева, Любовь Ивановна
- Анаров, Алла
- Ангелина, Прасковья Никитична
- Андреев, Андрей Андреевич
- Андреев, Андрей Матвеевич
- Андреев, Гавриил Александрович
- Андреев, Прокопий Николаевич
- Андреева, Евгения Ивановна
- Андросов, Василий Алимпьевич
- Аниканова, Ксения Кондратьевна
- Анкваб, Анна Шугуговна
- Антонов, Алексей Иннокентьевич
- Антонов, Олег Константинович
- Антосяк, Георгий Фёдорович
- Антропов, Пётр Яковлевич
- Анфокова, Пака Аслан-Гериевна
- Анхимов, Николай Михайлович
- Апакаев, Михаил Апакаевич
- Аперян, Варсеник Соломоновна
- Апостолюк, Мария Васильевна
- Аракелян, Астхик Саркисовна
- Арбузов, Александр Ерминингельдович
- Аргунов, Абубекир Дадимович
- Арипов, Абдувахоб
- Аристов, Аверкий Борисович
- Артемьева, Мария Васильевна
- Арушанян, Шмавон Минасович
- Арыстанбеков, Хайдар Арыстанбекович
- Асильбекова, Толыш
- Асланов, Агаяр Хубияр оглы
- Асоцкий, Павел Николаевич
- Астайкин, Иван Павлович
- Атабекова, Ольмасхан
- Атаджанов, Джумадурды
- Атаев, Какабай
- Атамурадов, Курбандурды
- Атаскевич, Анастасия Моисеевна
- Афанасенко, Евгений Иванович
- Афанасьев, Павел Яковлевич
- Афтенюк, Герман Трофимович
- Ахадова, Саида Акрамовна
- Ахмадуллина, Рукия Абдрахмановна
- Ахметов, Муссаби Хапитович
- Ахметшина, Шагида Шаяхметовна
- Ахохов, Асланби Нахович

## Б
- Бабаев, Сухан
- Бабин, Сергей Иванович
- Бабыкина, Мария Филипповна
- Багдасарян, Оганес Мнацаканович
- Багирова, Зинаида Ивановна
- Баграмян, Иван Христофорович
- Бажан, Николай Платонович
- Базанова, Найля Уразгуловна
- Баинова, Матрёна Константиновна
- Байбаков, Николай Константинович
- Байда, Владимир Антонович
- Байрамов, Абдулла Салим оглы
- Байрамов, Нурберды
- Баканов, Пётр Иванович
- Бакулев, Александр Николаевич
- Балабаева, Прасковья Даниловна
- Балан, Иван Георгиевич
- Балтагулов, Тюрегельди Балтагулович
- Бандурко, Наталья Михайловна
- Барабашов, Николай Павлович
- Баранаускас, Костас Костович
- Баранник, Антон Иванович
- Баранов, Фёдор Алексеевич
- Бардин, Иван Павлович
- Баржаксина, Ермек
- Баринов, Борис Агафонович
- Басов, Александр Васильевич
- Басов, Михаил Семёнович
- Батов, Павел Иванович
- Батухтин, Михаил Владимирович
- Батушкин, Василий Егорович
- Батыев, Салих Гилимханович
- Батяев, Семён Фёдорович
- Бауков, Леонид Иванович
- Бачурин, Павел Григорьевич
- Баширов, Гумер Баширович
- Башлай, Наталия Филипповна
- Бгажба, Михаил Тимурович
- Бебешко, Ольга Семёновна
- Бегма, Василий Андреевич
- Беднягин, Анатолий Иванович
- Беженарь, Анна Ильевна
- Бездомов, Григорий Андреевич
- Бейсебаев, Масымхан Бейсебаевич
- Белобородов, Иван Фёдорович
- Белов, Алексей Николаевич
- Белов, Павел Алексеевич
- Белоключевская, Анна Андреевна
- Беляев, Иван Степанович
- Беляев, Николай Ильич
- Бенедиктов, Иван Александрович
- Бережной, Михаил Михайлович
- Березников, Борис Михайлович
- Берзиньш, Эрна Яновна
- Берклав, Эдуард Карлович
- Берняков, Василий Сергеевич
- Беспалова, Анисия Фёдоровна
- Бещев, Борис Павлович
- Бизунов, Сергей Иванович
- Биндокайте, Аделе Юргевна
- Бирюзов, Сергей Семёнович
- Блаева, Фуза Карачаевна
- Блаженов, Виктор Григорьевич
- Бобровников, Николай Иванович
- Богданова, Степанида Анисимовна
- Богданович, Виктор Митрофанович
- Бодамаев, Абдукарим
- Бойцов, Иван Павлович
- Бойчук, Василий Сафронович
- Болотов, Аркадий Данилович
- Болфа, Георгий Трофимович
- Большаков, Алексей Александрович
- Большаков, Владимир Георгиевич
- Бондаренко, Александра Тимофеевна
- Бондарь, Алексей Георгиевич
- Борисов, Иван Тимофеевич
- Борисов, Семён Захарович
- Бородин, Илья Фёдорович
- Бородина, Клавдия Сергеевна
- Бородулин, Александр Васильевич
- Ботвинов, Александр Игнатович
- Бревин, Александр Михайлович
- Брежнев, Леонид Ильич
- Бридько, Иван Иванович
- Бровка, Пётр Устинович
- Бронский, Андрей Николаевич
- Брынцева, Мария Александровна
- Брысов, Пётр Фёдорович
- Буачидзе, София Моисеевна
- Бубновский, Никита Дмитриевич
- Будённый, Семён Михайлович
- Будков, Георгий Герасимович
- Букатая, Надежда Ивановна
- Буланова, Клавдия Ильинична
- Булганин, Николай Александрович
- Булискерия, Имена Бадраевна
- Буматов, Турсун
- Буркацкая, Галина Евгеньевна
- Бурцева, Елизавета Ивановна
- Бутенко, Григорий Прокофьевич
- Бутузов, Сергей Михайлович
- Бучинскас, Пятрас Игнович
- Буянов, Иван Андреевич
- Бызов, Алексей Петрович
- Быков, Пётр Ильич
- Быконя, Зинаида Савостьяновна
- Быстрова, Александра Васильевна

## В
- Вагабов, Абдул-Вагит Вагабович
- Валдов, Альфред Янович
- Валигура, Иван Трофимович
- Вангели, Елеонора Дмитриевна
- Ванкеев, Жамсо Бальжинимаевич
- Вануйто, Константин Альевич
- Васёва, Нина Александровна
- Василевская, Ванда Львовна
- Васильев, Михаил Саватьевич
- Васильев, Пётр Николаевич
- Васильев, Яков Иванович
- Васильева, Анна Прокопьевна
- Васильева, Любовь Викторовна
- Вахабова, Уктам Каримовна
- Ваш, Иван Михайлович
- Веденяпин, Георгий Александрович
- Везиров, Сулейман Азад оглы
- Веймер, Арнольд Тынувич
- Великанов, Иван Семёнович
- Венцлова, Антанас Томасович
- Вердиева, Гилас Шамиль кызы
- Вершинин, Дмитрий Кузьмич
- Вершинин, Константин Андреевич
- Веснянко, Иван Кондратьевич
- Винкель, Лейда Освальдовна
- Витязева, Лидия Александровна
- Виштак, Степанида Демидовна
- Власов, Семён Антонович
- Войцеховская, Зинаида Ивановна
- Волков, Александр Петрович
- Волков, Иван Алексеевич
- Волков, Филипп Яковлевич
- Волконский, Алексей Викторович
- Воловченко, Иван Платонович
- Вольтман, Карл Яковлевич
- Вольтовский, Борис Иовлевич
- Воробьёв, Георгий Иванович
- Воробьёв, Константин Васильевич
- Воробьёва, Александра Ивановна
- Воронина, Екатерина Ивановна
- Воронов, Геннадий Иванович
- Воронцов, Андрей Митрофанович
- Воропаева, Евдокия Алексеевна
- Воротов, Дмитрий Николаевич
- Ворошилов, Климент Ефремович
- Вырдылин, Василий Харлампьевич
- Выставная, Надежда Георгиевна

## Г
- Гавриленко, Евгения Викторовна
- Гаврилов, Пётр Михайлович
- Гаврищук, Григорий Васильевич
- Гаджиева, Заргалам Теймур кызы
- Гаевой, Антон Иванович
- Газарян, Вазген Рубенович
- Гайрбеков, Муслим Гайрбекович
- Гакуть, Юзефа Францевна
- Галиева, Аглия Муратшиновна
- Галицкий, Кузьма Никитович
- Галустян, Манишак Карапетовна
- Гамезардашвили, Гогона Ильинична
- Ганенко, Иван Петрович
- Гарлинская, Анастасия Евтихиевна
- Гасанова, Зумрут Малик кызы
- Гасанова, Кызгаит Салман кызы
- Гасанова, Шамама Махмудали кызы
- Гафуров, Бободжан Гафурович
- Гегешидзе, Георгий Андреевич
- Гедвилас, Мечисловас Александрович
- Гендриксон, Александр Антонович
- Генералов, Фёдор Степанович
- Георгадзе, Михаил Порфирьевич
- Герасименко, Андрей Степанович
- Герасимова, Любовь Григорьевна
- Гетман, Андрей Лаврентьевич
- Гимазов, Мугаллим Минязович
- Гимазова, Сарвар Имамутдиновна
- Гиталов, Александр Васильевич
- Гладилин, Георгий Макарович
- Гладкий, Дмитрий Спиридонович
- Глейзер, Вера Яковлевна
- Гогиева, Эсет Абдулмажитовна
- Гогоберидзе, Бульбули Дурсуновна
- Гоголь, Анна Григорьевна
- Годяев, Анатолий Михайлович
- Голиков, Филипп Иванович
- Головин, Евгений Петрович
- Головченко, Василий Иванович
- Гончарова, Евдокия Павловна
- Горбатов, Александр Васильевич
- Горбунов, Тимофей Сазонович
- Гордеев, Николай Павлович
- Горев, Александр Михайлович
- Горкин, Александр Фёдорович
- Горовецкий, Иван Феофанович
- Горшков, Сергей Георгиевич
- Горюнова, Клавдия Семёновна
- Горячев, Фёдор Степанович
- Гострый, Александр Васильевич
- Грачёв, Василий Васильевич
- Гребенник, Кузьма Евдокимович
- Грехов, Василий Афанасьевич
- Гречко, Андрей Антонович
- Гречуха, Михаил Сергеевич
- Грибков, Михаил Петрович
- Григорьев, Григорий Савельевич
- Григорьев, Иван Александрович
- Гринчак, Евстахий Михайлович
- Гришаенков, Фёдор Архипович
- Гришин, Виктор Васильевич
- Гришин, Константин Николаевич
- Громыко, Андрей Андреевич
- Гросул, Яким Сергеевич
- Грушецкий, Иван Самойлович
- Грыу, Иван Васильевич
- Губаз, Алексей Камугович
- Губин, Константин Александрович
- Гулиа, Дмитрий Иосифович
- Гуменюк, Мария Степановна
- Гунаев, Зияуди Ахмадович
- Гургенидзе, Мариам Хусейновна
- Гуреев, Николай Михайлович
- Гусев, Иван Георгиевич
- Гусева, Надежда Васильевна
- Гусейнов, Иман Гюлали оглы
- Гутей, Мария Степановна
- Гучинский, Иван Васильевич
- Гущин, Владимир Сидорович

## Д
- Давида, Ирма Августовна
- Давтян, Гагик Степанович
- Давтян, Маргарита Хачатуровна
- Давудова, Зулхижат Давудовна
- Данилова, Ольга Даниловна
- Даниялов, Абдурахман Даниялович
- Данченко, Алексей Евгеньевич
- Дауренова, Онласын
- Дашкевич, Григорий Мефодьевич
- Дедов, Фёдор Иванович
- Демеев, Жансултан Демеевич
- Дементьев, Пётр Васильевич
- Демиденко, Ефросиния Афанасьевна
- Демчишина, Дарья Ивановна
- Денекин, Иван Игнатьевич
- Денисенко, Алексей Иванович
- Денисов, Василий Васильевич
- Денисов, Георгий Аполлинарьевич
- Джавахишвили, Гиви Дмитриевич
- Джамилов, Хусенбой
- Джандильдин, Нурымбек Джандильдинович
- Джапаров, Овезмамед
- Джатканбаев, Куттыбай
- Джумаева, Огульгельды
- Джуманазаров, Матеке
- Джураева, Кенжагул
- Дзервите, Мильда Кришевна
- Дзимисевичюс, Зигмантас Юозович-Феликсович
- Дзугаев, Дзибута Закаевич
- Дзугаев, Иван Харитонович
- Диденко, Анна Григорьевна
- Диджулис, Каролис Криступович
- Дикамбаев, Казы Дикамбаевич
- Дикань, Василий Павлович
- Диордица, Александр Филиппович
- Дмитриева, Татьяна Парфениевна
- Дмитрин, Александр Григорьевич
- Дмитрюк, Кирилл Васильевич
- Довгопол, Виталий Иванович
- Довгяло, Тадеуш Антонович
- Довженко, Анна Денисовна
- Додина, Анастасия Павловна
- Додхудоев, Назаршо
- Доктугу, Монгуш Допур-оолович
- Долгая, Мария Леонтьевна
- Долидзе, Исидор Самсонович
- Доржиев, Василий Григорьевич
- Доронин, Павел Иванович
- Дорошенко, Пётр Емельянович
- Досжанова, Таттикуль
- Досов, Искандар
- Дребит, Софья Андреевна
- Дронов, Григорий Прокофьевич
- Дружинин, Владимир Николаевич
- Дубковецкий, Фёдор Иванович
- Дубровский, Алексей Орестович
- Дудин, Юрий Иванович
- Дуйшеева, Джамиля
- Думбадзе, Фатуша Давидовна
- Дундуа, Михаил Самсонович
- Дурдыева, Нурджамал
- Душамбиева, Ширинмо
- Дыгай, Николай Александрович
- Дыминский, Иван Иосифович
- Дьякова, Ольга Алексеевна
- Дьяконов, Пётр Александрович
- Дядык, Иван Иванович
- Дякун, Юлия Ильинична

## Е
- Евстратов, Дмитрий Павлович
- Евстропов, Владимир Иванович
- Евтеев, Константин Осипович
- Егерманис, Янис Екабович
- Егиазарян, Мариам Нагапетовна
- Егиазарян, Ноемзар Мануковна
- Егорова, Любовь Прокофьевна
- Егорова, Мария Ивановна
- Езиева, Селима Якубовна
- Елемисов, Бултай
- Елизарова, Прасковья Васильевна
- Елистратов, Пётр Матвеевич
- Емельяненко, Григорий Андреевич
- Емельянов, Иван Абрамович
- Емельянов, Павел Дмитриевич
- Емельянцева, Галина Семёновна
- Енютин, Георгий Васильевич
- Еремеев, Александр Иванович
- Ерёменко, Андрей Иванович
- Ерлаков, Анатолий Сергеевич
- Ермилов, Александр Владимирович
- Ефимов, Павел Иванович
- Ефремов, Леонид Николаевич
- Ефремов, Михаил Тимофеевич

## Ж
- Жакупова, Магрипа Бралиловна
- Жапаков, Науруз
- Жарков, Константин Дмитриевич
- Жданов, Леонид Афанасьевич
- Жегалин, Иван Кузьмич
- Жезлов, Николай Игнатьевич
- Желтов, Алексей Сергеевич
- Жиба, Забет Мустафович
- Жигарев, Павел Фёдорович
- Жуков, Александр Яковлевич
- Жуков, Константин Павлович
- Жуковский, Николай Иванович
- Журавлёв, Алексей Петрович
- Журин, Николай Иванович

## З
- Забалуев, Валентин Трофимович
- Завьялова, Домна Родионовна
- Загафуранов, Файзрахман Загафуранович
- Загидова, Василя Алы кызы
- Задемидко, Александр Николаевич
- Зайнулабидов, Гитин Абидович
- Зайцев, Василий Васильевич
- Зайцев, Степан Иванович
- Зайцева, Анна Эдуардовна
- Закурдаев, Вячеслав Иванович
- Заманов, Масгут Файзрахманович
- Замура, Иван Лазаревич
- Зангиев, Борис Дмитриевич
- Зарипова, Низорамо
- Заробян, Яков Никитович
- Засядько, Александр Фёдорович
- Захаров, Матвей Васильевич
- Захарчук, Екатерина Назаровна
- Заяц, Клавдия Антоновна
- Звайгзните, Лина Андреевна
- Зверев, Арсений Григорьевич
- Зверев, Сергей Владимирович
- Зекох, Шамсет Махмудовна
- Зепа, Алида Язеповна
- Зимин, Георгий Васильевич
- Зинник, Вера Филипповна
- Зиновьева, Зинаида Тихоновна
- Золов, Алексей Ильич
- Золотарёв, Василий Ефимович
- Золотухин, Григорий Сергеевич
- Зорян, Степан Егиаевич
- Зотов, Василий Петрович
- Зотова, Матрёна Михайловна

## И
- Ибрагимов, Мирза Аждар оглы
- Ибрагимов, Халик
- Иванов, Владимир Дмитриевич
- Иванов, Владимир Фролович
- Иванов, Фёдор Анисимович
- Иванова, Агния Фёдоровна
- Иванова, Вера Ивановна
- Иващенко, Ольга Ильинична
- Ивкина, Анна Фёдоровна
- Ивлиев, Иван Дмитриевич
- Игнатов, Николай Григорьевич
- Игнатов, Николай Фёдорович
- Игнатова, Нина Алексеевна
- Игнатьев, Семён Денисович
- Идиятуллина, Ануза Яруллиновна
- Икомасов, Анатолий Константинович
- Иллиссон, Леонхард-Фридрих Адович
- Ильина, Анна Ивановна
- Ильюшин, Сергей Владимирович
- Илялова, Сания Абубакировна
- Инамова, Эргашой
- Инаури, Алексей Николаевич
- Инджиев, Лиджи Очирович
- Иоцюс, Владисловас Ионович
- Ипатов, Пётр Петрович
- Исаев, Иван Сергеевич
- Исаев, Павел Николаевич
- Исаев, Шапигаджи Абдулаевич
- Исаков, Василий Иванович
- Исаченко, Клавдия Кирилловна
- Искандаров, Джурабек
- Искендеров, Мамед Абдул оглы
- Ислюков, Семён Матвеевич
- Исмаилов, Толесун
- Исмаилова, Адолат

## К
- Кабанов, Иван Григорьевич
- Кабулова, Акжан
- Кадагидзе, Григорий Ильич
- Кадирова, Ханымгыз Магеррамали кызы
- Кадыров, Джурабай
- Казакбаева, Букеш
- Казакбиев, Хожабагавдин Исаевич
- Казаков, Михаил Ильич
- Казанец, Иван Павлович
- Казанцев, Михаил Васильевич
- Казнов, Фёдор Васильевич
- Каиров, Иван Андреевич
- Какабадзе, Сергей Васильевич
- Калмыков, Валерий Дмитриевич
- Калнберзин, Ян Эдуардович
- Кальченко, Никифор Тимофеевич
- Камалов, Сабир Камалович
- Камалова, Айым
- Камбаров, Турсун Камбарович
- Камзебаев, Есенжол
- Канунников, Михаил Яковлевич
- Капитонов, Иван Васильевич
- Капп, Эуген Артурович
- Карабашева, Ойша
- Караев, Джума Дурды
- Караев, Кара Абульфас оглы
- Каракчиев, Афанасий Иванович
- Карасёв, Василий Иванович
- Карасёва, Анна Дмитриевна
- Карачан, Ева Романовна
- Карибжанов, Фазыл
- Каримова, Марьям
- Касатонов, Владимир Афанасьевич
- Каскулова, Муслимат Яхияевна
- Касумов, Кафур Абиль Касим оглы
- Кахаров, Абдулахад
- Квитко, Ольга Венедиктовна
- Керашева, Зайнаб Ибрагимовна
- Кербис, Эльмар Аугустович
- Керимов, Али Хабиб оглы
- Керимова, Бибинязик
- Кидин, Александр Николаевич
- Кинжаев, Ходи Исабаевич
- Кириленко, Андрей Павлович
- Кириллов, Николай Кириллович
- Кириллова, Анастасия Кирилловна
- Кириченко, Алексей Илларионович
- Кирхенштейн, Аугуст Мартынович
- Кирьяшкина, Зинаида Ивановна
- Киселёв, Алексей Трофимович
- Киселёв, Иван Яковлевич
- Киселёв, Николай Васильевич
- Киселёв, Тихон Яковлевич
- Киселёва, Алевтина Васильевна
- Киселёва, Анна Васильевна
- Китаев, Михаил Илларионович
- Кичикова, Шура Дохоновна
- Киян, Тихон Родионович
- Клаусон, Вальтер Иванович
- Клемент, Фёдор Дмитриевич
- Клименко, Василий Константинович
- Клименко, Константин Евдокимович
- Климов, Иван Фролович
- Кобелев, Борис Николаевич
- Кобцева, Вера Павловна
- Кованов, Павел Васильевич
- Ковпак, Сидор Артемьевич
- Кодица, Иван Сергеевич
- Кожедуб, Иван Никитович
- Козланюк, Пётр Степанович
- Козлов, Алексей Иванович
- Козлов, Василий Иванович
- Козлов, Георгий Алексеевич
- Козлов, Фрол Романович
- Козуб, Антонина Митрофановна
- Козырь, Павел Пантелеевич
- Койначёнок, Митрофан Павлович
- Койнеков, Джума Койнекович
- Койшибеков, Мешитбай
- Кокарев, Александр Акимович
- Колпаков, Влас Иванович
- Колущинский, Евгений Петрович
- Коляденков, Михаил Никитич
- Комаров, Владимир Николаевич
- Комаров, Павел Тимофеевич
- Комарова, Домна Павловна
- Комарова, Татьяна Ивановна
- Комахидзе, Реваз Мурадович
- Комова, Валентина Владимировна
- Комяхов, Василий Григорьевич
- Кондратьев, Григорий Иванович
- Кондротас, Юозас Норбертович
- Кондучалова, Кулуйпа
- Конев, Иван Степанович
- Кониярв, Антон Александрович
- Кононович, Ипполит Сильвестрович
- Конотоп, Василий Иванович
- Копылов, Фёдор Иванович
- Корнейчук, Александр Евдокимович
- Корниец, Леонид Романович
- Короткая, Валентина Прокофьевна
- Коротков, Сергей Ксенофонтович
- Короткова, Александра Ивановна
- Коротченко, Демьян Сергеевич
- Косарева, Зинаида Дмитриевна
- Косов, Василий Владимирович
- Костенко, Михаил Полиевктович
- Костоусов, Анатолий Иванович
- Косыгин, Алексей Николаевич
- Кот, Иван Иосифович
- Котов, Василий Тимофеевич
- Котов, Фёдор Прокофьевич
- Котяш, Гавриил Иванович
- Кочинян, Антон Ервандович
- Кочоян, Василий Айкович
- Кошляк, Михаил Иванович
- Кошчанов, Сапар
- Кощеев, Иван Алексеевич
- Красенков, Борис Васильевич
- Краскова, Анисья Васильевна
- Краснобаев, Нил Иванович
- Кратенко, Иван Маркович
- Крахмалёв, Михаил Константинович
- Кривонос, Пётр Фёдорович
- Криворотов, Иван Степанович
- Кризько, Артём Петрович
- Крицын, Александр Ильич
- Кротков, Евгений Сергеевич
- Круминьш, Вилис Карлович
- Крылов, Алексей Георгиевич
- Крылов, Николай Иванович
- Крючков, Иван Павлович
- Кувыкин, Степан Иванович
- Кудашкин, Николай Герасимович
- Кудинов, Александр Андреевич
- Кузина, Надежда Ивановна
- Кузнецов, Василий Васильевич
- Кузнецова, Василиса Павловна
- Кузьмин, Иосиф Иосифович
- Кузьмина, Нина Васильевна[уточнить]
- Кузьмич, Антон Саввич
- Кулагина, Инна Михайловна
- Кулатов, Турабай
- Кулиев, Кайсын Шуваевич
- Куликова, Мария Васильевна
- Кульманов, Кульмжан Умаргалиевич
- Куманёк, Порфирий Фомич
- Кунаев, Динмухамед Ахмедович
- Купревич, Василий Феофилович
- Курбанов, Аман Мамедович
- Курбанов, Рахманкул Курбанович
- Курбанова, Галима Курбановна
- Курдгелашвили, Наскида Ниниевич
- Курмаев, Осман Джамалетдинович
- Курцикидзе, Цаца Николаевна
- Курчатов, Игорь Васильевич
- Курченко, Василий Ерофеевич
- Куршубадзе, Пикрие Хусейновна
- Куусинен, Отто Вильгельмович
- Кучава, Митрофан Ионович
- Кучеренко, Владимир Алексеевич
- Кушнир, Владимир Григорьевич
- Кылымнык, Юрий Трофимович
- Кэбин, Иван Густавович
- Кярбер, Кристьян Аугустович

## Л
- Лавочкин, Семён Алексеевич
- Лаврентьев, Михаил Алексеевич
- Лаврентьева, Наталья Ивановна
- Ладейщиков, Сергей Васильевич
- Лазуренко, Михаил Константинович
- Лакоя, Владимир Антонович
- Лаос, Юрий Юрьевич
- Лапин, Владимир Христофорович
- Лаптев, Николай Васильевич
- Лаптева, Наталия Фёдоровна
- Ларионов, Алексей Николаевич
- Латунов, Иван Сергеевич
- Латюк, Мария Андреевна
- Лауринайтене, Стасе Прановна
- Лауринайтис, Ионас Ионович
- Лацис, Вилис Тенисович
- Лебедев, Иван Кононович
- Лебедев, Илья Ильич
- Лебедева, Зинаида Александровна
- Левков, Александр Иванович
- Ледков, Николай Егорович
- Лейво, Александр Васильевич
- Лелашвили, Михаил Михайлович
- Лелюшенко, Дмитрий Данилович
- Ленцман, Леонид Николаевич
- Леонов, Леонид Максимович
- Леськова, Мария Антоновна
- Леушин, Александр Иванович
- Лешуков, Николай Яковлевич
- Лисняк, Павел Яковлевич
- Литвиненко, Василий Тимофеевич
- Литвиненко, Елена Васильевна
- Литовченко, Григорий Павлович
- Литовченко, Феофания Сергеевна
- Личук, Юстин Тодорович
- Лобанов, Павел Павлович
- Лобанок, Владимир Елисеевич
- Логинов, Савелий Прохорович
- Ломако, Пётр Фадеевич
- Ломтатидзе, Кетевана Виссарионовна
- Лубенников, Леонид Игнатьевич
- Луговой, Александр Михайлович
- Лузгина, Анна Яковлевна
- Лука, Надежда Трифоновна
- Лукс, Вальдемар Кристапович
- Лукьянов, Владимир Николаевич
- Лупан, Андрей Павлович
- Луценко, Михаил Николаевич
- Лыгун, Пётр Петрович
- Лысенко, Трофим Денисович
- Люскова, Александра Евгеньевна
- Лякина, Александра Никитична
- Ляудис, Казимерас Францевич

## М
- Магомедов, Магомед Исейханович
- Мажиев, Бальжинима
- Мазаиров, Нозирбой
- Мазур, Матрёна Ивановна
- Мазур, Николай Владимирович
- Мазуров, Кирилл Трофимович
- Макаров, Иван Николаевич
- Макаров, Иван Пантелеевич
- Мала, Галина Марковна
- Маленкин, Андрей Сергеевич
- Малин, Владимир Никифорович
- Малинин, Сергей Николаевич
- Малинкин, Алексей Михайлович
- Малиновский, Родион Яковлевич
- Мальбахов, Тимбора Кубатиевич
- Мальцев, Анатолий Иванович
- Мальцев, Евдоким Егорович
- Мальцев, Терентий Семёнович
- Малякин, Иван Игнатьевич
- Мамаиашвили, Николай Петрович
- Мамай, Николай Яковлевич
- Мамакин, Михаил Фёдорович
- Мамбетова, Сона
- Мамедалиев, Юсиф Гейдар оглы
- Мамедов, Махмуд Таги оглы
- Мамедов, Хуршуд Байрам Кули оглы
- Мамедова, Фатьма Мустафа кызы
- Мамуладзе, Давид Михайлович
- Маннанов, Назирулла
- Маргарян, Грач Хачатурович
- Маргвелашвили, Александр Несторович
- Марич, Василий Михайлович
- Маркевичюс, Викторас Винцович
- Маркелов, Михаил Николаевич
- Маркина, Марфа Петровна
- Марков, Василий Сергеевич
- Маркович, Ульяна Даниловна
- Марранди, Хейно Рейнович
- Мартынов, Фёдор Игнатьевич
- Марченко, Елена Яковлевна
- Марченко, Иван Тихонович
- Марченко, Таисия Елисеевна
- Марчина, Тана Бегиновна
- Матвеева, Евдокия Фёдоровна
- Матвеенко, Николай Владимирович
- Матнишян, Сурен Хачатурович
- Матулис, Юозас Юозович
- Матюшевский, Константин Викентьевич
- Махмадалиев, Мирали
- Махмудов Насыр
- Махов, Михаил Григорьевич
- Мацкевич, Владимир Владимирович
- Мацкевичюс, Юозас Ионович
- Мачульский, Роман Наумович
- Машеров, Пётр Миронович
- Медведев, Павел Иванович
- Медведев, Семён Андреевич
- Медведева, Франя Викентьевна
- Медедова, Оразгуль
- Межлайшкис, Иозас Винцович
- Межлумян, Арташес Мартиросович
- Меладзе, Александр Эрастович
- Мелехов, Иван Степанович
- Мельник, Григорий Андреевич
- Мельников, Леонид Георгиевич
- Мельников, Роман Ефимович
- Менлибаева, Айша
- Мерецков, Кирилл Афанасьевич
- Меринова, Евдокия Андреевна
- Мешков, Пётр Захарович
- Мжаванадзе, Василий Павлович
- Микоян, Анастас Иванович
- Микоян, Артём Иванович
- Микулич, Василий Григорьевич
- Милевский, Станислав Феликсович
- Милкина, Анастасия Ивановна
- Минеев, Алексей Петрович
- Мираускис, Генюс Иокимович
- Мирза-Ахмедов, Мансур Зияевич
- Мирошников, Митрофан Антонович
- Митин, Марк Борисович
- Митюшкин, Вениамин Васильевич
- Михайлов, Николай Александрович
- Михайлов, Христофор Семёнович
- Мищенко, Нина Михайловна
- Мобило, Алексей Сергеевич
- Мовсесян, Сурен Амбарцумович
- Мондыч, Вильма Ивановна
- Морозов, Александр Александрович
- Морозов, Максим Александрович
- Морозов, Михаил Иванович
- Морозов, Пётр Иванович
- Морозов, Пётр Фёдорович
- Москаленко, Кирилл Семёнович
- Москалюк, Мария Николаевна
- Москатов, Пётр Георгиевич
- Москвин, Василий Арсентьевич
- Москвичёв, Владимир Павлович
- Музыченко, Яков Ефимович
- Муйдинова, Саттихон
- Муминов, Кабылджан
- Мунджулян, Лусануш Вартановна
- Мурадов, Ата
- Мурадова, Барият Солтан Меджидовна
- Муртазаев, Каюм
- Мусабекова, Умниса Сулейман кызы
- Мусин, Шагит Хафизович
- Мусрепов, Габит Махмудович
- Мустафаев, Имам Дашдемир оглы
- Мустафина, Асма Тухватулловна
- Мусукаева, Шамса Ахматовна
- Мусхелишвили, Николай Иванович
- Мухатов, Велимухамед
- Мухитдинов, Нуритдин Акрамович
- Мыларщиков, Владимир Павлович
- Мюрисепп, Алексей Александрович
- Мясищев, Владимир Михайлович

## Н
- Набиев, Мовлуд Новруз оглы
- Набиуллин, Валей Габеевич
- Набура, Павел Федотович
- Назаров, Иван Петрович
- Назаров, Хамиджан
- Назирова, Мина Башир кызы
- Назриева, Сафаргуль
- Найдек, Леонтий Иванович
- Намазов, Амир
- Намсараев, Хоца Намсараевич
- Нарбутович, Викентий Романович
- Нарсия, Гули Фоминична
- Насыров, Хамракул
- Насырова, Халима
- Науменко, Андрей Михайлович
- Невидомский, Александр Егорович
- Неделин, Митрофан Иванович
- Немешаев, Николай Николаевич
- Несмеянов, Александр Николаевич
- Нечаев, Мефодий Фёдорович
- Никитченко, Виталий Федотович
- Никифорова, Людмила Ивановна
- Николаев, Иван Николаевич
- Николаев, Константин Кузьмич
- Николаева, Екатерина Ивановна
- Никонов, Александр Александрович
- Никулин, Анатолий Родионович
- Никулина, Мария Павловна
- Новиков, Владимир Николаевич
- Новиков, Семён Михайлович
- Носач, Григорий Петрович
- Нуриев, Зия Нуриевич
- Нурутдинов, Сиродж
- Нюнка, Владас Юозович

## О
- Обносов, Пётр Степанович
- Оболенцев, Роман Дмитриевич
- Овезова, Аннагозель
- Овсянников, Демьян Васильевич
- Овсянникова, Антонина Михайловна
- Огородник, Любовь Петровна
- Одинабекова, Курбонбегим
- Одинцов, Михаил Михайлович
- Озарский, Эдуард Иосифович
- Озерцова, Мария Степановна
- Озолинь, Карл Мартынович
- Оладько, Анна Саввична
- Олейников, Виктор Степанович
- Олехова, Наталья Васильевна
- Омарова, Зауре Садвокасовна
- Омельченко, Яков Андреевич
- Оника, Дмитрий Григорьевич
- Онучин, Александр Михайлович
- Органов, Николай Николаевич
- Орджоникидзе, Иван Савельевич
- Орлов, Михаил Анатольевич
- Орловский, Кирилл Прокофьевич
- Оруджев, Сабит Атаевич
- Осипов, Георгий Иванович
- Остапов, Сергей Дмитриевич
- Отсман, Эльмина Петровна
- Охлопкова, Александра Фёдоровна
- Ощепков, Пётр Платонович

## П
- Павлов, Георгий Сергеевич
- Павлов, Николай Семёнович
- Пагава, Мемед Эминович
- Палецкис, Юстас Игнович
- Палкин, Пётр Андреевич
- Палладин, Александр Владимирович
- Панев, Зосима Васильевич
- Пантелюк, Мария Петровна
- Панфёров, Фёдор Иванович
- Панькин, Александр Леонтьевич
- Парамонов, Николай Петрович
- Пасека, Ольга Михайловна
- Пастухов, Михаил Иванович
- Патлай, Иннокентий Акимович
- Патоличев, Николай Семёнович
- Пашков, Владимир Николаевич
- Пейве, Ян Вольдемарович
- Пельше, Арвид Янович
- Пензурова, Анна Ивановна
- Пеньковский, Валентин Антонович
- Перадзе, Михаил Антонович
- Перебейнос, Владимир Дмитриевич
- Перевощикова, Александра Ивановна
- Першин, Николай Иванович
- Петраускене, Ирена Прановна
- Петров, Михаил Дмитриевич
- Петрова, Зинаида Николаевна
- Петрущенко, Андрей Иванович
- Петухов, Александр Ульянович
- Петухов, Борис Фёдорович
- Петухов, Константин Дмитриевич
- Пешатов, Даниил Александрович
- Пилаг, Юлия Яновна
- Пилипенко, Раиса Матвеевна
- Пилипец, Степан Маркович
- Пионт, Денис Ефремович
- Пирн, Хильда Кристьяновна
- Пискунов, Пётр Васильевич
- Плетнёва, Анна Степановна
- Плиев, Исса Александрович
- Плудон, Матис Янович
- Подгорный, Николай Викторович
- Подпругина, Елизавета Дмитриевна
- Поздеев, Василий Иванович
- Покрышкин, Александр Иванович
- Поликарпов Дмитрий Алексеевич
- Поляков, Иван Евтеевич
- Полянин, Иван Васильевич
- Полянский, Дмитрий Степанович
- Поморцева, Екатерина Даниловна
- Пономарёв, Борис Николаевич
- Попов, Маркиан Михайлович
- Попова, Нина Васильевна
- Посмитный, Макар Анисимович
- Поспелов, Пётр Николаевич
- Постовалов, Сергей Осипович
- Похиленко, Валентина Ивановна
- Поченков, Кондрат Иванович
- Прибыльский, Иван Степанович
- Привалов, Михаил Моисеевич
- Притыцкий, Сергей Осипович
- Приходько, Иван Митрофанович
- Прокконен, Павел Степанович
- Прокофьев, Василий Андреевич
- Прокофьева, Пелагея Никитична
- Простокишин, Флегонт Дмитриевич
- Псурцев, Николай Демьянович
- Пуговка, Леонид Константинович
- Пузанчиков, Николай Иванович
- Пухнаревич, Татьяна Алексеевна
- Пушкарёва, Зоя Васильевна
- Пчельникова, Мария Афанасьевна
- Пчеляков, Александр Павлович
- Пысин, Константин Георгиевич
- Пяртна, Альма Юрьевна

## Р
- Рагимов, Орудж Курбанали оглы
- Рагимов, Рагим Ага оглы
- Рагимов, Рагим Карам оглы
- Рагимов, Садых Гаджияралиевич
- Радзиевский, Алексей Иванович
- Раззаков, Исхак Раззакович
- Раимбердиев, Кузгурбай
- Райтум, Иорен Янович
- Рамонас, Миколас Ионович
- Растягаев, Владимир Иванович
- Расулов, Джабар Расулович
- Рахимбабаева, Захра
- Рахманов, Хади Махмурахманович
- Рахматов, Мирзо
- Рашидов, Шараф Рашидович
- Ревяшко, Александр Константинович
- Реджебов, Курбан
- Резайкина, Екатерина Андреевна
- Ризаев, Ахмадали
- Римдейкайте, Стасе-Ирена Стасевна
- Рогач, Мария Ивановна
- Родина, Анна Иссидоровна
- Родина, Зинаида Григорьевна
- Родионов, Николай Николаевич
- Рожанчук, Николай Михайлович
- Рождественская, Галина Михайловна
- Розметов, Гаип
- Рокоссовский, Константин Константинович
- Романов, Георгий Андреевич
- Россахацкий, Андрей Петрович
- Ртвелиашвили, Иосиф Георгиевич
- Руденко, Инесса Андреевна
- Руденко, Роман Андреевич
- Рудин, Александр Никитович
- Рультытегин, Иван Иванович
- Румянцев, Алексей Матвеевич
- Рустамова, Офелья Байрам кызы
- Рыбникова, Нина Яковлевна
- Рыжкова, Лидия Гавриловна
- Рыльский, Максим Фадеевич
- Рыспаев, Барпы
- Рябиков, Василий Михайлович
- Рябчикова, Ксения Павловна

## С
- Сабанов, Семён Смалиевич
- Сабанова, Мария Кудзиевна
- Савельева, Анна Тимофеевна
- Савиных, Андрей Григорьевич
- Савоян, Андраник Исраелович
- Саврушев, Церен Очирович
- Сагандукова, Елена Михайловна
- Садаускайте, Нина Ионовна
- Садыкова, Сыйнат Умаровна
- Сазандарян, Татевик Тиграновна
- Саиббаев, Хасанбай
- Саматов, Абдугафур
- Самбурова, Галина Павловна
- Самедов, Абдул Мамин Рахман оглы
- Самохатко, Андрей Максимович
- Самсонов, Борис Иванович
- Самсонова, Зинаида Егоровна
- Самуйлов, Владимир Николаевич
- Санакоев, Григорий Георгиевич
- Сангаев, Эренжен Агильджанович
- Санжиева, Бальжима Базаровна
- Сапарбаева, Амангуль
- Сапунова, Евдокия Борисовна
- Сараев, Сергей Ефимович
- Сарап, Артур Юкувич
- Сардак, Мария Ивановна
- Саркисьян, Лидия Тимофеевна
- Саркисян, Геворк Сумбатович
- Сарсенов, Такеш
- Сартбаев, Рахматалы
- Сарыглар, Сулла Чавылаевич
- Сарыев, Акмамед
- Сатпаев, Каныш Имантаевич
- Саттаров, Карим
- Сатюков, Павел Алексеевич
- Саух, Ефросиния Архиповна
- Саюк, Любовь Никаноровна
- Светлаков, Николай Михайлович
- Свинухов, Анатолий Георгиевич
- Северухина, Анна Ильинична
- Севченко, Антон Никифорович
- Седых, Ксения Дмитриевна
- Сеидов, Гасан Али оглы
- Сеитов Пиржан
- Сейтбекова, Асылбубу
- Семёнов, Виктор Павлович
- Семёнов, Николай Максимович
- Семичастный, Владимир Ефимович
- Семулис, Марта Алмовна
- Сенин, Иван Семёнович
- Сенькин, Николай Васильевич
- Сердюк, Зиновий Тимофеевич
- Серов, Иван Александрович
- Сертип, Толюш Санчаевич
- Сизов, Геннадий Фёдорович
- Сикорский, Сергей Иванович
- Силиня, Эмилия Фрицевна
- Симанайтите, Аделе Юозовна
- Синица, Михаил Сафронович
- Синицын, Иван Флегонтович
- Синяговский, Пётр Ефимович
- Ситникова, Валентина Фокеевна
- Скачков, Семён Андреевич
- Скляров, Михаил Петрович
- Скобельцын, Дмитрий Владимирович
- Скрябин, Владимир Владимирович
- Скулков, Игорь Петрович
- Славский, Ефим Павлович
- Слесарев, Степан Егорович
- Слободчикова, Мария Степановна
- Слукина, Анастасия Сергеевна
- Смагина, Елена Константиновна
- Смеляков, Николай Николаевич
- Смирнов, Анатолий Михайлович
- Смирнов, Николай Иванович
- Смирнов, Николай Иванович
- Смирнова, Анна Максимовна
- Смирнова, Елена Алексеевна
- Смолев, Василий Фёдорович
- Смолина, Нина Васильевна
- Смуул, Иоханнес Юрьевич
- Смыр, Александра Ахметовна
- Снечкус, Антанас Юозович
- Соболев, Владимир Васильевич
- Соболев, Леонид Сергеевич
- Соколов, Евгений Степанович
- Соколов, Тихон Иванович
- Соколовский, Василий Данилович
- Солдатов, Анатолий Григорьевич
- Соловков, Александр Константинович
- Соловьёв, Алексей Александрович
- Соловьёв, Леонид Николаевич
- Соловьёв-Седой, Василий Павлович
- Соломенцев, Михаил Сергеевич
- Солохин, Владимир Никитович
- Сомов, Александр Васильевич
- Сорочан, Евгения Григорьевна
- Соснова, Татьяна Терентьевна
- Софронова, Анна Петровна
- Спивак, Марк Сидорович
- Спиридонов, Иван Васильевич
- Стародубцева, Елена Евсеевна
- Старостенко, Николай Тихонович
- Старцева, Августа Ивановна
- Стафийчук, Иван Иосифович
- Стахурский, Михаил Михайлович
- Степанов, Михаил Степанович
- Степанов, Сергей Александрович
- Стефаник, Семён Васильевич
- Стец, Иван Николаевич
- Стрельникова, Нина Ивановна
- Струев, Александр Иванович
- Ступников, Михаил Максимович
- Субботин, Александр Александрович
- Суеркулов, Абды
- Сужиков, Мухамедгали Аленович
- Сумцова, Ольга Дмитриевна
- Сурганов, Фёдор Анисимович
- Сурков, Алексей Александрович
- Суслов, Михаил Андреевич
- Сухой, Павел Осипович
- Суюнжанова, Кайркен
- Сысоев, Пётр Петрович
- Сычкин, Николай Андреевич
- Сычугов, Василий Степанович

## Т
- Таалберг, Адольф Аугустович
- Тажиев, Ибрагим Тажиевич
- Тазенкова, Ефросинья Ивановна
- Такидзе, Емени Парфёнович
- Тактакишвили, Отар Васильевич
- Талыбова, Бахар Магеррам кызы
- Танасевский, Борис Захарович
- Танцура, Александр Данилович
- Тарасов, Александр Михайлович
- Тарасов, Михаил Петрович
- Тарасова, Алла Константиновна
- Тарчоков, Камбулат Кицуевич
- Таушкин, Еркеш
- Таханов, Даба Хоборкович
- Ташенев, Жумабек Ахметович
- Таширов, Хайитахун
- Ташмухамедов, Муса (Айбек)
- Тевосян, Иван Фёдорович
- Тевосян, Саркис Хачатурович
- Темирбеков, Иржан Кульжанович
- Теплицкий, Тома Степанович
- Тер-Аствацатрян, Роза Тадевосовна
- Терещенко, Наталья Михайловна
- Тибилов, Семён Григорьевич
- Тимашова, Матрёна Фёдоровна
- Тимошенко, Семён Константинович
- Титенко, Мария Илларионовна
- Титов, Виталий Николаевич
- Титов, Фёдор Егорович
- Тиунов, Василий Филиппович
- Тихомиров, Николай Александрович
- Тихомиров, Сергей Михайлович
- Тихонов, Николай Александрович
- Тихонов, Николай Семёнович
- Ткачук, Григорий Иванович
- Товмасян, Сурен Акопович
- Тойлыева, Огул
- Тока, Салчак Колбакхорекович
- Токтамысов, Салимгерей
- Топчу, Иван Дмитриевич
- Третьяков, Константин Павлович
- Третьяков, Николай Иванович
- Трофимова, Валентина Фёдоровна
- Трухан, Варвара Ивановна
- Тубылова, Зинаида Дмитриевна
- Тугушев, Пётр Фёдорович
- Туполев, Андрей Николаевич
- Тураева, Курбангуль
- Туркин, Василий Михайлович
- Турсунбаев, Нуркасым
- Турсун-заде, Мирза
- Турсункулов, Хамракул
- Турсунходжаев, Султан
- Тухтубаев, Иван Иванович
- Тхилайшвили, Александр Дурсунович
- Тычина, Павел Григорьевич
- Тютрин, Фёдор Степанович
- Тян, Ольга

## У
- Уварова, Любовь Александровна
- Ульджабаев, Турсунбай Ульджабаевич
- Уляшева, Евгения Степановна
- Умаров, Султан Умарович
- Умаханов, Магомед-Салим Ильясович
- Ураев, Пётр Васильевич
- Уразбаев, Утеген
- Урунходжаев, Саидходжа
- Ус, Иван Спиридонович
- Усейнов, Микаэль Алескерович
- Усманов, Алькен
- Устинов, Владимир Иванович
- Устинов, Дмитрий Фёдорович
- Утебаев, Сафи Утебаевич

## Ф
- Фардзинова, Зарета Балоевна
- Фатыхов, Закир Фатыхович
- Фёдоров, Алексей Фёдорович
- Фёдоров, Виктор Степанович
- Фёдоров, Владимир Иванович
- Фёдоров, Михаил Фёдорович
- Фёдорова, Александра Ефимовна
- Фёдорова, Варвара Ефимовна
- Федосеев, Александр Иванович
- Федосеев, Павел Иванович
- Федюкова, Мария Леонтьевна
- Федюнинский, Иван Иванович
- Ферин, Михаил Алексеевич
- Фесик, Александр Андреевич
- Филимонов, Дмитрий Фомич
- Филиппов, Василий Родионович
- Филиппова, Александра Власовна
- Финогенов, Павел Васильевич
- Фисенко, Нина Степановна
- Флорентьев, Леонид Яковлевич
- Фридрихсон, Артур Фрицевич
- Фридрихсоне, Милда Петровна
- Фролкова, Федосья Никаноровна
- Фурцева, Екатерина Алексеевна

## Х
- Хабаева, Анжелика Иннокентьевна
- Хабибуллина, Рабига Хисматовна
- Хаев, Михаил Александрович
- Хайдаров, Ашур
- Хайдарова, Гавхар Кадыровна
- Хакимов, Ариф
- Хакимова, Кифая Миргасимовна
- Хакимова, Роза Юлдашевна
- Хакимова, Файза Ганеевна
- Халилова, Мавлюдахон
- Халилова, Франгиз Мамедали кызы
- Халмуратов, Уразмет
- Халонен, Лилли Ивановна
- Хамзатов, Ахмат Хамидович
- Ханипов, Салих Гариппович
- Харив, Владимир Михайлович
- Харитон, Юлий Борисович
- Харламов, Николай Михайлович
- Хасанов, Кагор Гафурович
- Хахалов, Александр Уладаевич
- Хворостухин, Алексей Иванович
- Хетагуров, Георгий Иванович
- Хиора, Мария Ивановна
- Хмелюк, Григорий Петрович
- Ходжаев, Фахмутдин Ходжаевич
- Хоружевская, Нина Григорьевна
- Хохлова, Раиса Ивановна
- Храмков, Иван Петрович
- Храмцов, Александр Иванович
- Хренюк, Василий Александрович
- Хруничев, Михаил Васильевич
- Хрущёв, Никита Сергеевич
- Худайбергенов, Абдурахман
- Худайбердыев, Ахмадали
- Худаярова, Чинар

## Ц
- Цагараев, Михаил Гацирович
- Цанько, Фёдор Семёнович
- Цветков, Александр Павлович
- Цице, Янис Карлович
- Цовян, Арутюн Оганесович
- Цуркан, Валентин Максимович
- Цыбаков, Александр Тихонович
- Цыбенко, Константин Евстафиевич

## Ч
- Чабукиани, Вахтанг Михайлович
- Чадов, Борис Сергеевич
- Чануквадзе, Шота Илларионович
- Чахкиев, Осман Асламбекович
- Чебан, Тамара Савельевна
- Чегодаев, Николай Иванович
- Чеплаков, Пётр Фёдорович
- Червоненко, Степан Васильевич
- Черепанов, Елисей Глебович
- Черепухин, Семён Иванович
- Черканов, Алексей Николаевич
- Черноярова, Надежда Николаевна
- Черных, Николай Яковлевич
- Чернышев, Василий Ефимович
- Чернышов, Марк Антонович
- Чеховский, Александр Павлович
- Чиковани, Михаил Герасимович
- Чимба, Александр Маныгеевич
- Чистяков, Виктор Николаевич
- Чоговадзе, Георгий Ираклиевич
- Чубинидзе, Мирон Дмитриевич
- Чугунов, Иван Иванович
- Чуйков, Василий Иванович
- Чукров, Николай Захарович
- Чундоков, Ибрагим Саидович
- Чупринин, Михаил Иванович
- Чураев, Виктор Михайлович
- Чурин, Игнатий Лукич
- Чуркин, Василий Нестерович
- Чурсинов, Иван Иванович

## Ш
- Шабохо, Мария Петровна
- Шавадзе, Айше Шалвовна
- Шадрина, Людмила Владимировна
- Шалгинов, Иван Васильевич
- Шаплыко, Кузьма Иванович
- Шарапова, Чинни
- Шарафеев, Саид Мингазович
- Шарбакбаева, Кулай
- Шарипов, Ади
- Шарипова, Фатима
- Шарков, Борис Сергеевич
- Шауро, Василий Филимонович
- Шахраманян, Рубен Тевосович
- Шверник, Николай Михайлович
- Шебуняев, Анатолий Петрович
- Шевченко, Иван Гаврилович
- Шевченко, Раиса Сергеевна
- Шевченко, Сергей Васильевич
- Шевчук, Григорий Иванович
- Шелепин, Александр Николаевич
- Шелест, Пётр Ефимович
- Шемякин, Пантелеймон Григорьевич
- Шепель, Анна Прокофьевна
- Шерстнёв, Николай Васильевич
- Шестопалова, Наталья Николаевна
- Шинкуба, Баграт Васильевич
- Ширмамедов, Хезрет
- Ширяева, Ираида Андрияновна
- Шитиков, Алексей Павлович
- Шиш, Григорий Яковлевич
- Шкельтина, Мария Игнатьевна
- Школина, Зинаида Николаевна
- Школьников, Алексей Михайлович
- Шкуропат, Василий Андреевич
- Шмарев, Алексей Тихонович
- Шолкин, Павел Дмитриевич
- Шолохов, Михаил Александрович
- Шопокова, Керимбюбю
- Шпортько, София Андреевна
- Штыков, Терентий Фомич
- Штырбу, Степан Георгиевич
- Шубин, Иван Осипович
- Шубитидзе, Шота Трифонович
- Шульга, Антонина Ивановна
- Шульга, Яков Митрофанович
- Шумаков, Тихон Петрович
- Шумаускас, Мотеюс Юозович
- Шумилов, Сергей Иванович
- Шумская, Зинаида Ивановна

## Щ
- Щёлоков, Николай Анисимович
- Щербак, Филипп Кузьмич
- Щербицкий, Владимир Васильевич
- Щетинин, Семён Николаевич

## Э
- Эвильтис, Даниелюс Домининкович
- Эдемская, Клавдия Петровна
- Эйхфельд, Иоган Гансович
- Эклонс, Янис Арнольдович
- Эргашев, Анарбай
- Эренбург, Илья Григорьевич
- Эрсарыев, Оразгельды

## Ю
- Южалин, Алексей Иванович
- Юренков, Александр Иванович
- Юсупов, Бабарахмат
- Юсупов, Исмаил Абдурасулович
- Юсупов, Шермат

## Я
- Якентайте, Казе Валерионовна
- Якименко, Тихон Никитович
- Якобсон, Эльфриде Эдуардовна
- Яковец, Иван Иванович
- Яковлев, Александр Иванович
- Яковлев, Александр Сергеевич
- Яковлев, Дмитрий Николаевич
- Яковлев, Иван Дмитриевич
- Якуцевичене, Еугения Казимеровна
- Ярыгин, Никита Еремеевич
- Ярыгина, Ольга Антоновна
- Яска, Агнес Карловна
- Яскина, Ефимия Давыдовна
- Яснов, Михаил Алексеевич
- Яунжейкаре, Анна Яновна

## Доизбранные депутаты
- Агибалов, Владимир Григорьевич (19.02.1961)[1]
- Аджубей, Алексей Иванович (26.07.1959[2])
- Александров, Анатолий Петрович (15.05.1960)[3]
- Анналиев, Абды Анналиевич (14.05.1961)[1]
- Байгалиев, Рахим Байгалиевич (25.12.1960)[1]
- Бодюл, Иван Иванович (24.01.1960)[4]
- Васинаускас, Петрас Казевич (31.08.1958)
- Гарбузов, Василий Фёдорович (11.09.1960)[3]
- Дедов, Фёдор Иванович (01.03.1959[2])
- Демичев, Пётр Нилович (01.03.1959[2])
- Дзоценидзе, Георгий Самсонович (26.06.1960)[3]
- Дундуков, Евгений Антонович (18.12.1960)[1]
- Киренский, Леонид Васильевич (19.02.1961)[1]
- Кичикова, Шура Дохоновна (01.03.1959[2])
- Князев, Филипп Кириллович (10.04.1960)[4]
- Козлов, Георгий Алексеевич (15.11.1959)
- Куимова, Таисия Федотовна (10.07.1960)[3]
- Курашов, Сергей Владимирович (01.03.1959[2])
- Лиджи-Гаряев, Бадма Манджиевич (01.03.1959[2])
- Ломако, Илья Павлович (19.04.1959[2])
- Ляшко, Александр Павлович (15.01.1961)[1]
- Михайлова, Лидия Манджиевна (01.03.1959[2])
- Монашев, Леонид Гаврилович (01.03.1959[2])
- Насриддинова, Ядгар Садыковна (23.10.1960)[3]
- Овезов, Балыш (31.07.1960)[3]
- Омельченко, Яков Андреевич (01.03.1959[2])
- Пивунова, Галина Владимировна (24.07.1960)
- Пономарёв, Михаил Александрович (01.03.1959[2])
- Розенко, Пётр Акимович (23.08.1959[2])
- Рябиков, Василий Михайлович (25.10.1959)
- Саар, Христофор Харлампьевич (30.11.1958)
- Саврушев, Церен Очирович (01.03.1959[2])
- Сангаев, Эренжен Агильджанович (01.03.1959[2])
- Семёнов, Николай Николаевич (10.04.1960)[4]
- Скаба, Андрей Данилович (19.06.1960)[3]
- Сухов, Валентин Михайлович (24.07.1960)[3]
- Табеев, Фикрят Ахмеджанович (18.12.1960)[1]
- Хачатурян, Арам Ильич (27.07.1958)
- Шардаева, Энка Лиджи-Гаряевна (01.03.1959[2])
- Шарипов, Исагали Шарипович (25.12.1960)[1]
- Яковлев, Михаил Данилович (13.09.1959)